# Попени (Зорлени)
Попени (рум. Popeni) насеље је у Румунији у округу Васлуј у општини Зорлени. Oпштина се налази на надморској висини од 116 m.

## Становништво
Према подацима из 2002. године у насељу је живело 2808 становника, од којих су сви румунске националности.